# Hudkontakt

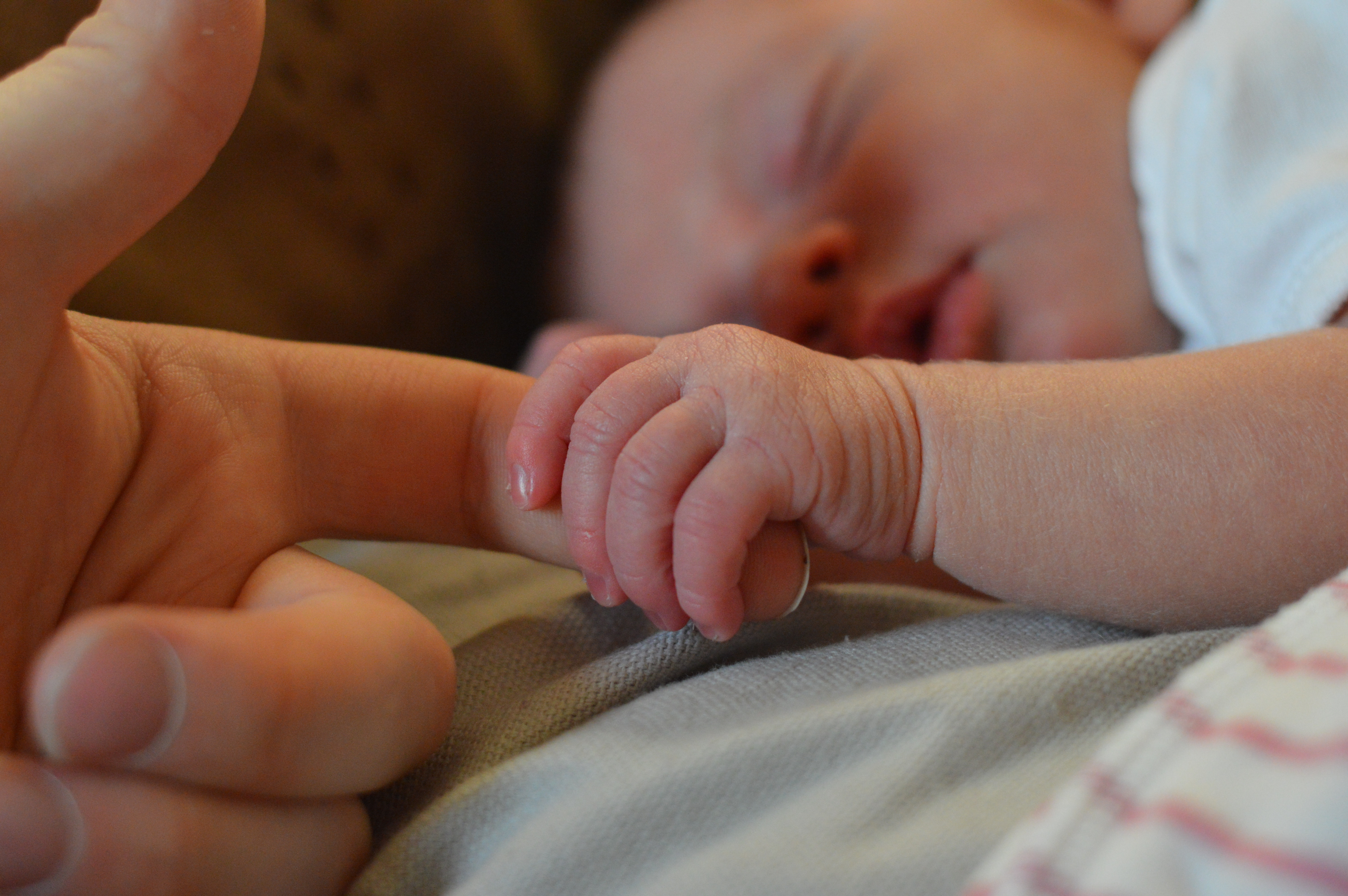
Hudkontakt kan vara när ett spädbarn håller någon annans finger.

Hudkontakt är beröring mellan två individers hud, utan att tyg eller annat material ligger emellan. Det är en form av fysisk intimitet och är en förutsättning för att genomföra ett samlag. Kontakt hud mot hud sker också vid trygghetsskapande och relationsbekräftande intimitet av annat slag. Fysisk intimitet bidrar till frisättandet av det viktiga hormonet oxytocin.

## Situationer
Spädbarn har ett stort behov av hudkontakt. Ett sätt att tillfredsställa detta behov är genom amning.
Vuxna som till vardags är fullt påklädda har sällan hudkontakt utom vid handskakning. Kroppsdelar som ofta är lätta att få hudkontakt med är ansikte, nacke, händer och underarmar. Andra tillfällen för hudkontakt är dans, massage och idrott.
Hudkontakt är tabu i vissa kulturer, bland annat för buddhistiska munkar. I västerländsk kultur har hudkontakt mellan vuxna framför allt sensuell betydelse.

## Annan betydelse
Hudkontakt är också när huden vidrör en metall, en kemikalie eller en allergen. Vissa ämnen är farliga vid hudkontakt.